# والتر كون (أستاذ جامعي)
والتر كون (بالألمانية: Walter Kuhn)‏ هو مؤرخ ألماني، ولد في 27 سبتمبر 1903 في بييلسكو فيالا في بولندا، وتوفي في 5 أغسطس 1983 في سالزبورغ في النمسا.